# Ente Italiano per le Audizioni Radiofoniche
El Ente Italiano per le Audizioni Radiofoniche (Organismo Italiano de Radiodifusión) (EIAR) fue un organismo público de radiodifusión que existió en Italia entre los años 1927 y 1944, siendo, de hecho, la única entidad radiofónica permitida por el régimen fascista.

## Historia
La compañía fue establecida en noviembre de 1927, tras la absorción y transformación de la privada Unione Radiofonica Italiana (URI). La mayor parte del accionariado de la nueva EIAR quedó en manos del Estado italiano, si bien una pequeña parte del mismo se reservó para el capital privado. Con esta medida el régimen de Benito Mussolini aumentó su control sobre los medios radiofónicos. La sede social se encontraba en Roma, aunque la dirección general y los servicios de producción fueron ubicados en Turín.
La entidad, que contó con el apoyo de Fiat y otras empresas destacadas, logró una concesión de 25 años para emitir en régimen de monopolio. También obtuvo del Estado italiano numerosas ayudas económicas para la adquisición y renovación de equipo radiofónico. La cada vez mayor intervención del régimen fascista llevó a un desarrollo de las instalaciones del EIAR —inaugurándose en 1930 la estación de Roma-Santa Caterina—, así como una importante mejora de la programación que se ofrecía al público. Se dio una especial significación a los programas musicales y a los espacios dedicados a escritores, poetas o dramaturgos. Todo ello, sin embargo, estuvo supervisado por el control estatal. Para 1934 la EIAR contaba con unos 438.783 abonados a su servicio, lo que suponía poco más del 1% de la población italiana.
El régimen aprovechó el gran seguimiento radiofónico de los eventos deportivos —especialmente el fútbol—  retransmitidos en directo, y usó este medio para narrar las manifestaciones públicas del fascismo. La primera alocución de Mussolini difundida en directo fue la pronunciada en Nápoles el 25 de octubre de 1931, y a partir de 1935 la programación de sus discursos y de los eventos importantes era preparada y anunciada con días de antelación. El EIAR también realizó una eficaz labor de propaganda durante la guerra en Etiopía, retransmitiéndose la salida de los buques, la conquista de Adís Abeba y los famosos sermones del padre Vittorio Facchinetti en apoyo de la invasión.
Durante la mayor parte de su existencia la presidencia del organismo recayó en Giancarlo Vallauri.
En octubre de 1944, hacia el final de la Segunda Guerra Mundial, la entidad cambió su nombre a Radio Audizioni Italiane (RAI).